# مدرسه مصلی
مصلی (مدرسه مصلی) مربوط به سدهٔ ۱۰ ه.ق است و در یزد، ضلع جنوبی خیابان قیام، روبروی بازار زرگری واقع شده و این اثر در تاریخ ۳۰ خرداد ۱۳۱۵ با شمارهٔ ثبت ۲۶۲ به‌عنوان یکی از آثار ملی ایران به ثبت رسیده است.